# St. Matthews (Kentucky)
St. Matthews ist eine Stadt im Jefferson County im Staat Kentucky in den Vereinigten Staaten. Das U.S. Census Bureau ermittelte bei der Volkszählung 2020 eine Einwohnerzahl von 17.534.  Sie bildet eine Vorstadt von Louisville.

## Geschichte
Das Gebiet von St. Matthews war ursprünglich Ackerfläche und wurde mit dem Wachstum von Louisville nach und nach bebaut. Im Jahre 1950 erfolgte die Gründung als Stadt.

## Demografie
Nach der Schätzung von 2019 leben in St. Matthews 18.105 Menschen. Die Bevölkerung teilte sich im selben Jahr auf in 86,1 % Weiße, 7,8 % Afroamerikaner, 0,2 % amerikanische Ureinwohner, 2,1 % Asiaten, 0,1 % Ozeanier und 2,2 % mit zwei oder mehr Ethnizitäten. Hispanics oder Latinos aller Ethnien machten 5,9 % der Bevölkerung aus. Das mittlere Haushaltseinkommen lag bei 62.152 US-Dollar und die Armutsquote bei 7,4 %.
| Jahr | Einwohner¹ |
| ---- | ---------- |
| 1960 | 8.738      |
| 1970 | 13.152     |
| 1980 | 13.519     |
| 1990 | 15.800     |
| 2000 | 15.852     |
| 2010 | 17.472     |
| 2020 | 17.534     |

¹ 1950 – 2020: Volkszählungsergebnisse

## Wirtschaft
St. Matthews ist eines der wichtigsten Einkaufsgebiete des Bundesstaates und beherbergt das fünftgrößte Einkaufszentrum in Kentucky (Mall St. Matthews) sowie viele kleinere Einkaufszentren.